# Woo (film)
Woo is een Amerikaanse romantische komedie uit 1998, geregisseerd door Daisy V.S. Mayer. De hoofdrollen worden vertolkt door Jada Pinkett Smith, Tommy Davidson en Darrel Heath.

## Verhaal
Woo is een mooie vrouw. Bijna alle mannen zien haar wel zitten maar ze is nog steeds vrijgezel. Een van haar vrienden komt op het idee om haar te koppelen aan het saaiste mannetje in de omtrek.

## Rolverdeling
| Acteur                 | Personage            |
| ---------------------- | -------------------- |
| Jada Pinkett Smith     | Darlene "Woo" Barnes |
| Tommy Davidson         | Tim                  |
| Darrel Heath           | Hop                  |
| Dartanyan Edmonds      | Shakim               |
| Dave Chappelle         | Lenny                |
| Duane Martin           | Frankie              |
| Girlina                | Celestrial           |
| Lance Slaughter        | Lamar                |
| LL Cool J              | Darryl               |
| Michael Ralph          | Romaine              |
| Paula Jai Parker       | Claudette            |
| Tiffany Hall           | Denise               |
| Foxy Brown             | Foxy                 |
| Nicci Gilbert          | Crayola              |
| Aida Turturro          | Tookie               |
| Sam Moses              | Cabbie               |
| Denosh Bennett         | Zus op concert       |
| Joanna Bacalso         | Prachtige vrouw      |
| Mia Pitts              | Wulpse vrouw         |
| Catherine Burdon       | Verleidelijke vrouw  |
| Lenny Solomon          | Vioolspeler          |
| Michael A. Miranda     | Ober nr. 1           |
| Jsu Garcia             | Maitre d'            |
| Victor Chan            | Bezorger             |
| Lisa Scarola           | Latina               |
| Philip Akin            | Roger Smith          |
| Stu 'Large' Riley      | Beest                |
| David 'Rumble' Morgan  | Beschermer nr. 2     |
| Fawn Boardley          | Shanay               |
| Natalie Venetia Belcon | Hootchie             |
| Buddy Lewis            | Barman               |
| Nicci Gilbert          | Crayola              |
| Christian Maelen       | Officer nr. 1        |
| Desmond Campbell       | Officer nr. 2        |
| Kelley Grando          | Barry (uitsmijter)   |
| Orlando Jones          | Sticky Fingas        |
| Esther Jones           | Shorty               |
| Tyree Michael Simpson  | Big Brother nr. 1    |
| Roland Rothchild       | Big Brother nr. 2    |
| Martin Roach           | West-Indische broer  |
| Shyla Marlin           | Nicht                |
| Silvana Gatica         | Rosa                 |